# Schloss Agnestal

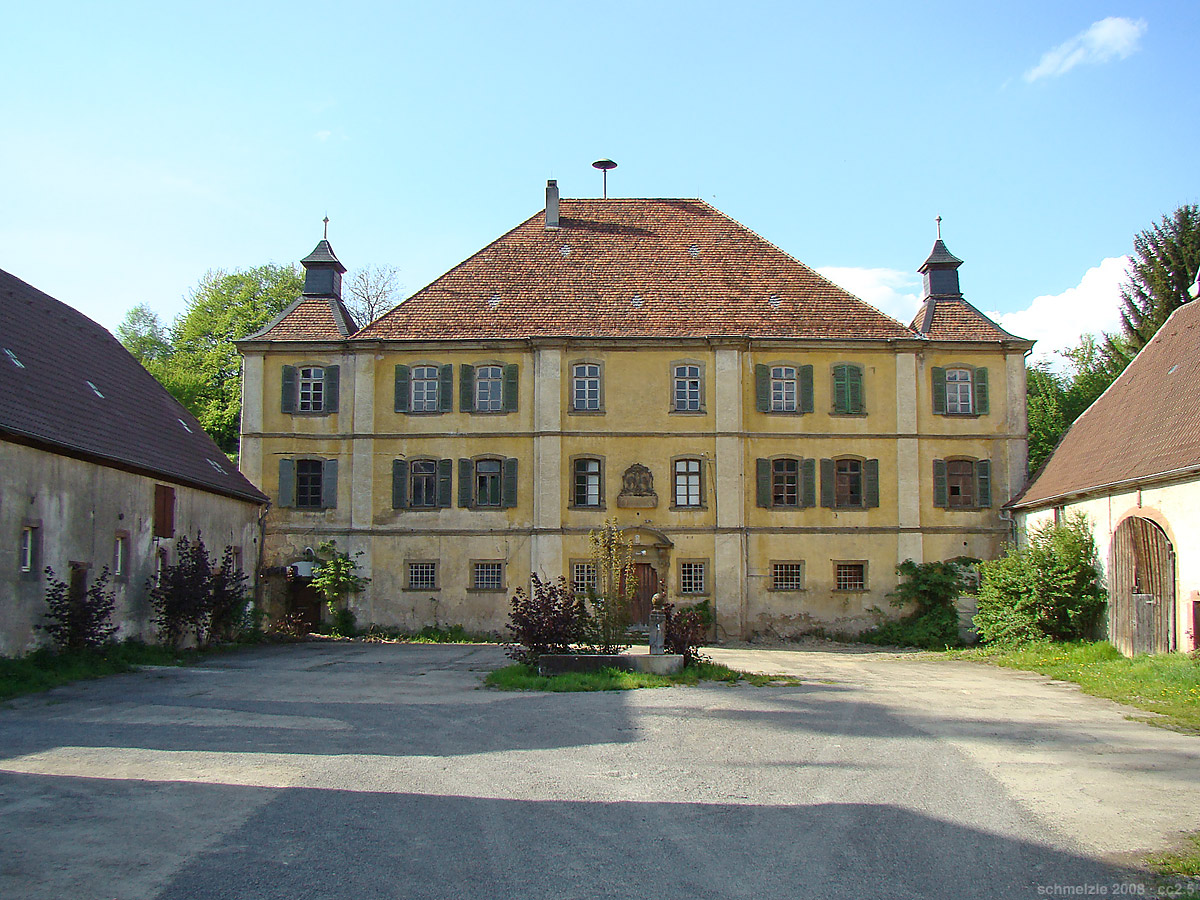
Schloss Agnestal vor Beginn der Sanierungsarbeiten, 2008

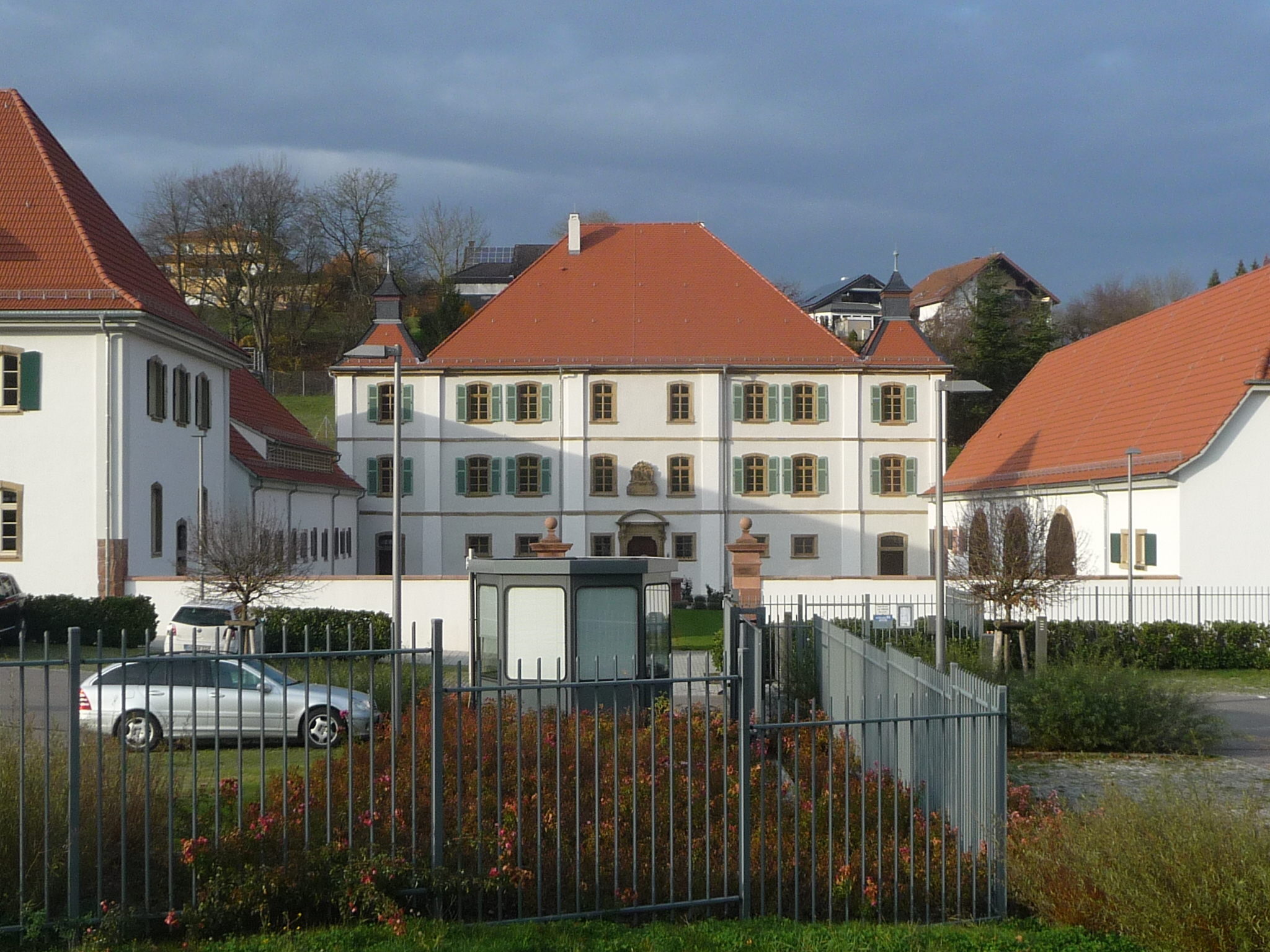
Schloss Agnestal nach den Sanierungsarbeiten, 2012

Das Schloss Agnestal, auch Schloss Seehälde oder Venningsches Schloss genannt, ist ein Barockschloss in der Gemeinde Zuzenhausen im Rhein-Neckar-Kreis. Das Schloss ist Sitz des Trainingszentrums und der Geschäftsstelle des Bundesligavereins TSG 1899 Hoffenheim.

## Lage
Das Schloss liegt am westlichen Ortsrand von Zuzenhausen.

## Geschichte
Das Schloss in Zuzenhausen geht auf einen von ursprünglich mehreren Herrensitzen am Ort zurück. Südöstlich oberhalb des Ortes liegt die Ruine von Burg Zuzenhausen als ältester Herrensitz am Ort. In der Ortsmitte befand sich das Schloss Zuzenhausen, das die Herren von Venningen mit Burg und Ort als Lehen hatten, das aber bereits im frühen 18. Jahrhundert verfallen war. An der Stelle von Schloss Agnestal befand sich ursprünglich ein „armseliges Hofgut“ als Teil des Hundheimschen Lehens. 1716 ging der Hundheimer Besitz an den hessischen General und kurpfälzischen Heidelberger Stadtkommandanten Johann Hermann von Freudenberg über, der mit dem Neubau einer repräsentativen Hofanlage begann. Nach dem Tod Freudenbergs 1738 kam das Lehen für etwa 30 Jahre nochmals an die Hundsheim zurück. Ab 1769 war es im Besitz von Carl Philipp von Venningen und seiner Frau Anna Maria von Hutten, die das Schloss bis 1780 vollendeten. Der Name Agnestal rührt von der im 19. Jahrhundert untergegangenen Agneskapelle, die ebenfalls den Venningen und Hutten zugeschrieben wird. Der Name Seehälde bildete sich wohl durch die einst in der Nähe befindlichen Fischteiche aus.
Die Herren von Venningen bewohnten das Schloss nur zeitweilig und ließen es zumeist von Verwaltern als landwirtschaftliches Hofgut betreiben, wodurch die Garten- und Parkanlagen verloren gingen. 1968 wurde die Landwirtschaft in der Anlage aufgegeben. Danach befand sich kurzzeitig ein Restaurant im Obergeschoss, bevor dieses in Wohnungen parzelliert und zu Wohnzwecken vermietet wurde, während im Keller eine Diskothek eröffnete. 1986 erwarb die Gemeinde Zuzenhausen das Anwesen und ließ 1994 die Dachdeckung erneuern. Eine umfassende Sanierung war der Gemeinde aus Kostengründen nicht möglich.
2007 fand sich ein Käufer, der eine umfassende Sanierung des Gebäudes zur anschließenden Nutzung als Event- und Tagungsstätte zusicherte.

## Nutzung seit 2008

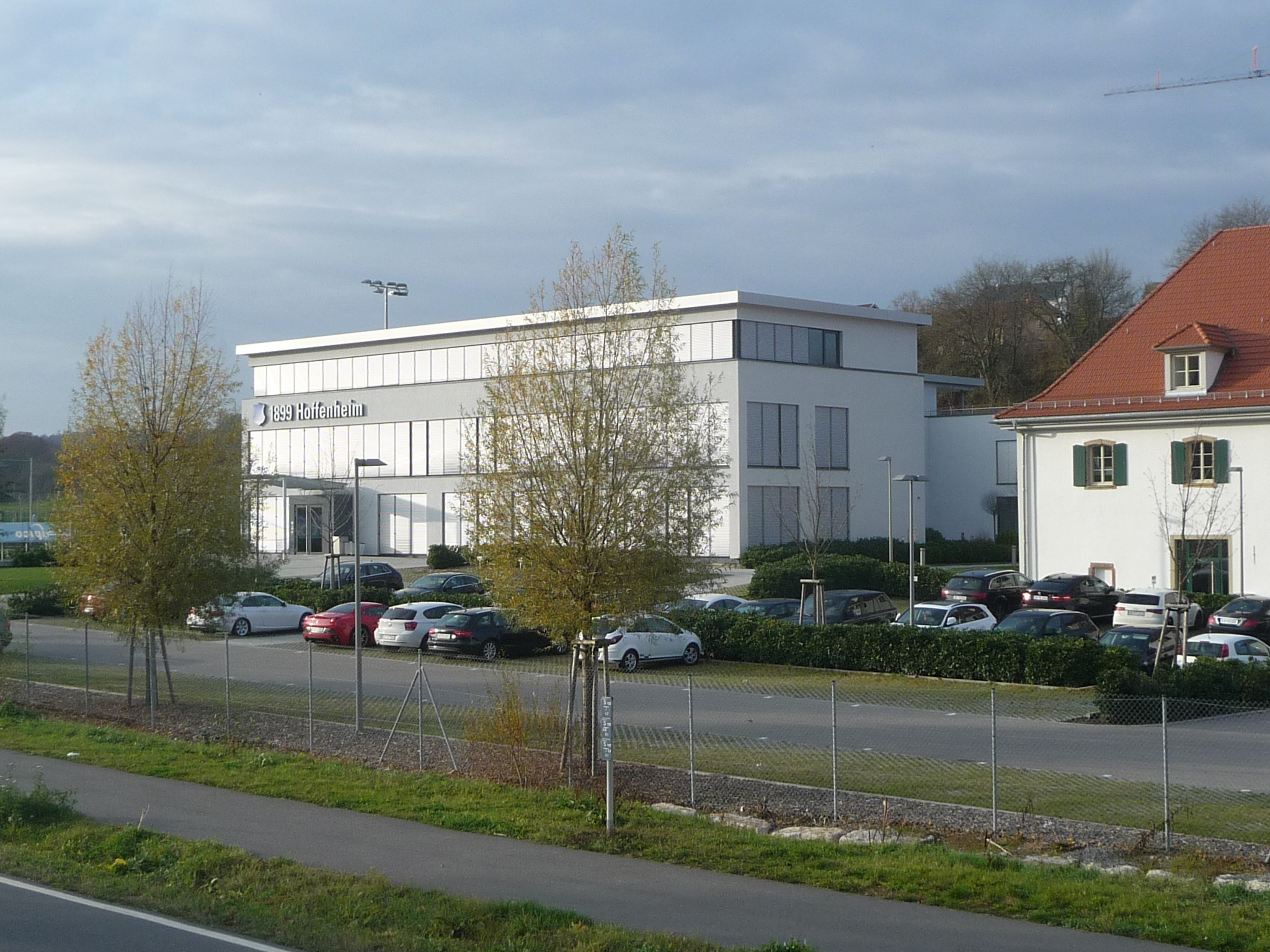
Neubau (links) und Schloss (rechts)

Seit April 2008 fanden umfangreiche Sanierungs- und Erweiterungsarbeiten statt, um das Schloss in das Trainings- und Geschäftsstellenzentrum der TSG 1899 Hoffenheim, einem im Nachbarort Hoffenheim ansässigen Bundesligafußballclub, umzuwandeln. Finanziert wurde der 12 bis 15 Millionen Euro teure Umbau von SAP-Gründer und Mäzen der TSG Hoffenheim, Dietmar Hopp. Die Hauptnutzung der Anlage findet in einem unmittelbar an die Altsubstanz angrenzenden Neubau und in einem umgebauten historischen Wirtschaftsgebäude statt, so dass das eigentliche Schlossgebäude heute insbesondere repräsentativen Zwecken dient.

## Anlage
Das Schloss ist ein dreigeschossiger einflügliger Bau, der von einem wuchtigen Walmdach überdeckt ist. Seitlich an das Schlossgebäude sind zwei Türme mit gleicher Traufhöhe, aber eigenen Dächern angebaut. Die Fassade wird von Gesimsen und Lisenen aus Sandstein gegliedert. In der Mitte des Gebäudes tritt ein zweiachsiger Mittelrisalit nur gering hervor. Das aus Sandstein gefertigte Portal und die darüber befindliche Wappenkartusche mit dem Allianzwappen der Venningen und Hutten markieren die Mittelachse des Bauwerks. Das Schloss und die zu beiden Seiten rechtwinklig dazu stehenden Wirtschaftsgebäude bilden einen Ehrenhof, in dessen Mitte sich ein Brunnen befindet.